# Henri-Auguste Duval
Henri-Auguste Duval (Alençon, 28 april 1777 - Parijs, 16 maart 1814) was een Frans arts en botanicus.

## Biografie
Hij studeerde medicijnen aan de universiteit van Parijs en schreef een dissertatie over zuurbranden (pyrosis), Essai sur le pyrosis ou fer-chaud (1809). Zijn notities uit de colleges van Louis Claude Richard over fruit leidden tot de publicatie van Démonstrations botaniques, ou analyse du fruit, considéré en général (1808), met Richard en Duval als co-auteurs. In 1809 beschreef hij de vetplanten in de botanische tuin van Alençon in Plantae succulentae in horto Alenconio (1809). Daarin beschreef hij voor het eerst de geslachten Gasteria, Haworthia en Ligularia.
In 1813 verscheen van zijn hand een Supplément contenant toutes les plantes nouvelles à l'ouvrage de J.D. Dupont (1813), een aanvulling op het werk van J. D. Dupont, Double Flore Parisienne, ou description de toutes les plantes qui croissent naturellement aux environs de Paris. Zijn carrière als botanicus werd echter kort nadien afgebroken door zijn vroegtijdige dood in 1814.

## Eponiemen
Adrian Hardy Haworth noemde het plantengeslacht Duvalia naar Henri-Auguste Duval. Duval had zelf het vetplantengeslacht Haworthia naar Haworth genoemd.